# Grundlagarnas paraplyeffekt
Grundlagarnas paraplyeffekt eller tryckfrihetsförordningens och yttrandefrihetsgrundlagens paraplyeffekt, kallas i svensk rätt det förhållande att svenska rättsvårdande och polisiära myndigheter inte ingriper mot yttranden, som hade varit lagliga i grundlagsskyddade medier, när de förekommer i icke-grundlagsskyddade medier. Grundlagarna skyddar endast yttranden i vissa medier, såsom tryckta skrifter, CD-skivor och direktsänd radio, men inte sådant som målas eller yttras muntligen vid exempelvis ett tal. Begreppet paraplyeffekt anspelar på Yttrandefrihetsutredningens betänkande "Värna yttrandefriheten" (SOU 1983:70), där det uttalas att det "är t.ex. meningslöst att förbjuda uppförande av en teaterpjäs, om dess innehåll straffritt kan spridas genom tryck" och att "TF tjänstgör med andra ord som ett slags paraply" (sidan 79). Senare utredningar har sagt detsamma om uttalanden på skivor och webbplatser. I en dom fann Uppsala tingsrätt att domstolen inte kunde ingripa mot innehållet i en "streamad" sändning när samma sändning i annan form omfattades av grundlagsskydd.